# كارلا دياز
كارلا دياز (بالبرتغالية: Carla Diaz‏) هي ممثلة برازيلية، ولدت في 28 نوفمبر 1990 في ساو باولو في البرازيل.

## وصلات خارجية
- كارلا دياز على موقع IMDb (الإنجليزية)
- كارلا دياز على موقع ألو سيني (الفرنسية)
- كارلا دياز على موقع قاعدة بيانات الفيلم (الإنجليزية)
- كارلا دياز على موقع كينوبويسك (الروسية)